# Истенд
Истенд (англ. Eastend) — город в Канаде в юго-западной части провинции Саскачеван, расположенный в 55 км к северу от американского штата Монтана и в 85 км к востоку от канадской провинции Альберта.
В 1994 году город стал известен благодаря тому, что на его территории был обнаружен скелет тираннозавра «Скотти». После этого в Истенде был построен музей «Центр открытий Ти Рекс». Центр находится в ведении Королевского музея Саскачевана. С 1917 по 1921 год в городе проживал писатель Уоллес Стегнер, который в своей книге «Волчья ива» описал город как деревню Вайтмуд.

## История
Ранее на территории города проживали коренные народы Канады, а в 1870-х годах в этом регионе был основан торговый пост компании Гудзонова залива. В середине 1880-х годов, когда популяции бизонов на восточных равнинах истреблялись, этот район стал важным охотничьим угодьем, за которое регулярно сражались близлежащие племена коренных народов. Пост просуществовал всего один сезон из-за военных действий между соседними племенами.
В конце 1870-х годов Северо-Западная конная полиция создала вспомогательный отряд на территории Форт-Уолш в Чимни-Кули и дала этому району название «Истенд» из-за его расположения к востоку от Кипарисовых холмов.
В 1913 году в этом районе началось строительство железной дороги, которая использовалась для перевозки древесины. С этого момента в город стало приезжать много молодежи, а для их размещения через реку были поставлены палатки.

### Наводнение в 1952 году
Осенью и зимой 1951 года в городе выпало рекордное количество снега. Весной 1952 года необычно теплая погода растопила снег и вызвала сильное наводнение в городе. Истенд был эвакуирован, а жители искали убежища у друзей и родственников, которые жили в близлежащих городах. Через три дня вода отступила, оставив после себя огромное количество разрушений. Несколько лет спустя вдоль реки была построена дамба.

### Открытие тираннозавра «Скотти»
16 августа 1991 года учитель средней школы Роберт Гебхардт из Истенда присоединился к местным палеонтологам в исследовательской экспедиции к обнаженным породам в долине реки Френчмен, чтобы узнать, как находят и идентифицируют окаменелости в полевых условиях. Через полдня он обнаружил основание сильно стёртого зуба и позвонок из хвоста, что позволило предположить, что эти окаменелости принадлежали тираннозавру.

## География
Истенд расположен к юго-востоку от Кипарисовых холмов, к востоку от Равенскраг Бьютт и к югу от Анксиети Бьютт. Он расположен на высоте 915 метров (3002 футов), в долине реки Френчмен. Недалеко от города построено Истендское водохранилище.

## Демография
Согласно переписи населения Канады, проведённой в 2021 году население Истенда составило 607 человек. Плотность населения — 232,6 человека на км².

## Инфраструктура
В городе пересекаются 13 шоссе Саскачевана и шоссе 614. Пути Великой Западной железной дороги (ранее Алтаванское подразделение Канадско-Тихоокеанской железной дороги) также проходят через город. Ближайшими крупными аэропортами являются международный аэропорт Саскатун имени Джона Дж. Дифенбейкера, международный аэропорт Реджайна и международный аэропорт Калгари.

## Достопримечательности
- Центр открытий Ти Рекс — учреждение мирового класса, в котором хранится летопись поиска окаменелостей в районе Истенда, начавшаяся за много лет до открытия тираннозавра Скотти в 1994 году[4].
- Бассейн Eastend Community — комплекс из 25-метрового открытого бассейна, аквапарка и двух водных горок.
- Поле Streambank — поле для гольфа с 9 лунками, расположенное в городе[5].